# Amministrazione separata dei beni frazionali di uso civico
L'Amministrazione separata dei beni frazionali di uso civico, nota anche con la sigla ASUC, è un ente che ha il compito di
amministrare, tutelare e valorizzare i beni di uso civico e le proprietà collettive di appartenenza delle frazioni comunali.
In base allo statuto speciale di autonomia la provincia autonoma di Trento, che ha competenza primaria in materia di usi civici, ha stabilito che i beni di uso civico di originaria appartenenza alle frazioni sono amministrati separatamente, a profitto dei frazionisti, da un comitato eletto mediante una consultazione alla quale possono partecipare tutti titolari del diritto di uso civico sui beni frazionali.

## Situazione dal 1952
Le disposizioni erano contenute nella legge provinciale 16 settembre 1952, n. 1 completamente riscritta con legge provinciale 9 maggio 1956, n. 6 e nel regolamento per l'esecuzione della legge approvato con decreto del Presidente della Giunta Provinciale 11 novembre 1952, n.4.
Alla nomina del comitato si provvedeva con una consultazione alla quale potevano partecipare tutti i capifamiglia titolari del diritto di uso civico sui beni frazionali. Per capofamiglia si intendeva colui che rivestiva tale qualifica nel foglio anagrafico di famiglia.
In base alle normativa allora in vigore l'amministrazione separata dei beni di uso civico (ASUC) era sottoposta al controllo economico e amministrativo del Comune. Infatti dopo soddisfatti i diritti della popolazione, la frazione con amministrazione separata doveva concorrere nel sopportare le spese generali del comune a cui doveva erogare un contributo annuo concordato col sindaco, salvo ratifica del consiglio comunale. Nella misura in cui vigeva il controllo preventivo di legittimità e di merito, allora esercitato in Provincia di Trento dalla Giunta provinciale, il Comitato ASUC doveva consegnare due esemplari delle deliberazioni e e dei contratti al sindaco, che col semplice "visto" o con le proprie osservazioni li trasmetteva alla Giunta provinciale.
Il sindaco vigilava sui servizi e sulla gestione dei beni patrimoniali, esistenti nella frazione ed esaminava l'andamento dell'amministrazione separata e le contabilità. L'amministrazione separata era soggetta alla sorveglianza del consiglio comunale.

## La riforma del 2005
La nuova disciplina dell'amministrazione dei beni di uso civico è contenuta nella legge provinciale 14 giugno 2005, n. 6 e nel relativo regolamento di esecuzione approvato con decreto del Presidente della Provincia 6 aprile 2006, n. 6-59/leg.
“La Provincia autonoma di Trento, nell'ambito delle competenze ad essa attribuite dallo Statuto speciale di autonomia, tutela e valorizza i beni di uso civico e le proprietà collettive quali elementi fondamentali per la vita e per lo sviluppo delle popolazioni locali e quali strumenti primari per la salvaguardia ambientale e culturale del patrimonio e del paesaggio agro-silvo-pastorale trentino. La Provincia tutela altresì i diritti di uso civico sui beni medesimi quali diritti inalienabili, imprescrittibili ed inusucapibili.” I titolari dei diritti e del godimento dei beni sono i nuclei familiari.
All'amministrazione separata dei beni frazionali di uso civico (ASUC) provvede un comitato eletto dagli aventi diritto. L'ASUC è dotata di autonomia amministrativa, contabile e finanziaria. Il consiglio comunale non ha più poteri di sorveglianza. Il sindaco non ha più poteri di vigilanza e controllo ma solo le competenze obbligatorie ed esecutive del procedimento di consultazione dei frazionisti titolari dei diritti.
L'ASUC adotta uno statuto ove può prevedere che alla consultazione popolare per l'elezione del comitato possano partecipare tutti i componenti maggiorenni dei nuclei familiari aventi diritto o solo i capofamiglia (leggasi intestatari di scheda anagrafica) che siano residenti nella frazione e con regolamento può fissare un periodo minimo di residenza quale condizione per l'esercizio dei diritti e per il godimento dei beni di uso civico.

## Le proprietà collettive
La riforma del 2005 riconosce e sancisce in via definitiva le proprietà collettive dei frazionisti. 
Nel caso di alienazione di un bene soggetto ad uso civico, prima della riforma il Comitato Asuc poteva proporre l'alienazione chiedendo alla Giunta provinciale il decreto di estinzione del vincolo di uso civico (in caso di permuta lo spostamento). Spettava poi al Consiglio comunale adottare la delibera di alienazione e il sindaco era competente a sottoscrivere l'atto traslativo avanti all'ufficiale rogante. Dopo la riforma la delibera di alienazione o permuta adottata dall'Asuc e il decreto di estinzione del vincolo di uso civico sono titoli sufficienti a consentire al Presidente dell'Asuc di sottoscrivere l'atto traslativo. Il rogito può essere ricevuto dal segretario comunale.
In Trentino vige il sistema tavolare in uso nell'Impero austro-ungarico con efficacia costitutiva, oltre che probatoria, per i trasferimenti immobiliari. Il servizio provinciale competente con apposita circolare a commento della riforma chiarisce che “l'ASUC non potrebbe risultare titolare formale di beni frazionali, in quanto è solo organo di gestione di tali beni, la cui titolarità ‘sostanziale’ spetta alla Comunità di tutti gli abitanti e la titolarità ‘formale’ all'Ente di imputazione: il Comune per i beni di uso civico comunale, la Frazione per i beni di uso civico frazionale.”